# Anton Fokin
Anton Fokin (Антон Фокин), född den 13 november 1982 i Tasjkent, Uzbekistan, är en uzbekisk gymnast.
Han tog OS-brons i barr i samband med de olympiska gymnastiktävlingarna 2008 i Peking.